# Juan Antonio Ansaldo
Pour les articles homonymes, voir Ansaldo (homonymie).
Juan Antonio Ansaldo, né le 24 juin 1901 à Arechavaleta et mort le 20 avril 1958 à Saint-Jean-de-Luz, est un aviateur espagnol, activiste et conspirateur monarchiste.
Grand admirateur de Charles Maurras et d'Action française, il est proche des milieux phalangistes durant la guerre civile.

## Biographie

### Accident d'avion avec Sanjurjo
Fin juillet 1936, Ansaldo est appelé pour ramener en avion son mentor, le général José Sanjurjo, de son exil à Estoril. Il ne dispose que d'un petit biplan De Havilland DH.80A Puss Moth, qui se trouvera trop chargé, Sanjurjo insistant pour prendre de nombreuses affaires (en particulier ses uniformes) en dépit des avertissements d'Ansaldo. L'avion s'écrase peu après le décollage. Ansaldo seul survit, sérieusement blessé. L'accident sera finalement à l'avantage de Franco, la conjuration se retrouvant sans chef suprême.